# Stenlille
Stenlille is een plaats in de Deense regio Seeland, gemeente Sorø. De plaats telt 2039 inwoners (2008).

## Voormalige gemeente
De oppervlakte bedroeg 93,56 km². De gemeente telde 5544 inwoners waarvan 2837 mannen en 2707 vrouwen (cijfers 2005). Na de herindeling van 2007 werden de gemeentes Dianalund en Stenlille bij Sorø gevoegd.